# Маршалл Розенберг
Маршалл Бертрам Розенберг (6 жовтня 1934, Кантон, Огайо, США – 7 лютого 2015, Альбукерке, Нью-Мексико, США) — американський психолог, медіатор, письменник і викладач. Від початку 1960-х років він розробляв концепцію ненасильницького спілкування — процес підтримки партнерства та розв'язання міжособистісних конфліктів, а також конфліктів у суспільстві в цілому. Працював миротворцем по всьому світу, а 1984 року заснував Центр ненасильницького спілкування (англ. Center for Nonviolent Communication), міжнародну некомерційну організацію, в якій обіймав посаду директора освітніх служб.
Мотивація Маршалла Розенберга до розвитку ненасильницького спілкування ґрунтувалася на його власному досвіді расових заворушень у Детройті 1943 року, а також на антисемітизму, з яким він зіткнувся в молодості.

## Сім'я
Народився в Кантоні (Огайо, США), в єврейській родині. Його батьками були Джин (уродж. Вінер) Розенберг та Фред Дональд Розенберг. Бабуся Розенберга з боку матері, Анна Сатовська Вінер, мала дев'ятьох дітей. Його дід працював у компанії Packard Motor Car, а бабуся навчала дітей робітників танцювати. Вінер провела свої останні роки життя з БАС у Розенбергів, і Маршалл у своїх пізніших працях відзначає турботу своєї родини про неї в цей період.
У Стьюбенвіллі (Огайо), батько Розенберга працював вантажником продуктів, а сам він навчався в трикласній школі. Джин Розенберг була професійною боулеркою, брала участь у турнірах п'ять вечорів на тиждень. Вона також була азартною гравчинею з покровителями, які ставили на високі ставки. Його батьки розлучалися двічі: один раз, коли Розенбергу було три роки, і другий раз, коли він пішов з дому.
Родина переїхала до Детройта (штат Мічиган), за тиждень до расових заворушень у Детройті 1943 року, в яких загинуло 34 особи та 433 поранено. У школі в центрі міста Розенберг відкрив для себе антисемітизм і засвоїв його. Розенберг вперше одружився з Вівіан 1961 року. Вони мали троє дітей. 1974 року він вдруге одружився з Глорією, з якою розлучився 1999 року. Втретє одружився 2005 року з Валентиною (відомою як Кідіні), з якою залишався до своєї смерті 2015 року.

## Освіта
У 13 років Розенберг почав навчатися в єврейській школі, але його виключили. Двічі батько бив його, одного разу так сильно, що він наступного дня пропустив школу. Після того, як батько Розенберга купив будинок у кращому районі, Розенберг навчався в середній школі Кулі та закінчив її 1952 року як валедікторіан. Плануючи медичну кар'єру, деякий час працював з бальзамувальником, щоб оцінити інтерес до людського тіла.
Першим коледжем Розенберга був Університет штату Вейн. Потім він вступив до Мічиганського університету та працював офіціантом у жіночому клубі та помічником кухаря у студентському братстві. Попри антисемітизм, закінчив навчання за три роки. Штат Вісконсин оплатив навчання Розенберга на психолога.:752
Професор Майкл Гакім навчав Розенберга, що психологія та психіатрія небезпечні, оскільки в цих галузях змішуються наукові та ціннісні судження. Він також пропонував Розенбергу прочитати про традиційну моральну терапію, в якій клієнта вважали радше невдахою, ніж хворим. На Розенберга вплинули книги 1961 року «Міф про психічні захворювання» Томаса Саса та «Притулки» Ірвінга Гоффмана. Він також згадував, як читав Альберта Бандуру про «Психотерапію як процес навчання».
Розенберг проходив практику у Вісконсинському діагностичному центрі, школах для дівчаток та хлопчиків-правопорушників та державній лікарні Мендота. Там психіатр Берні Бенхем «ніколи не погодився б на обговорення клієнта за його відсутності». У Мендоті Розенберг почав практикувати сімейну терапію за присутності всіх, включно з дітьми. По закінченні навчання рік працював у Віннебаго з Гордоном Філмером-Беннетом, щоб виконати свій обов'язок перед державою щодо навчання в аспірантурі.

## Практика

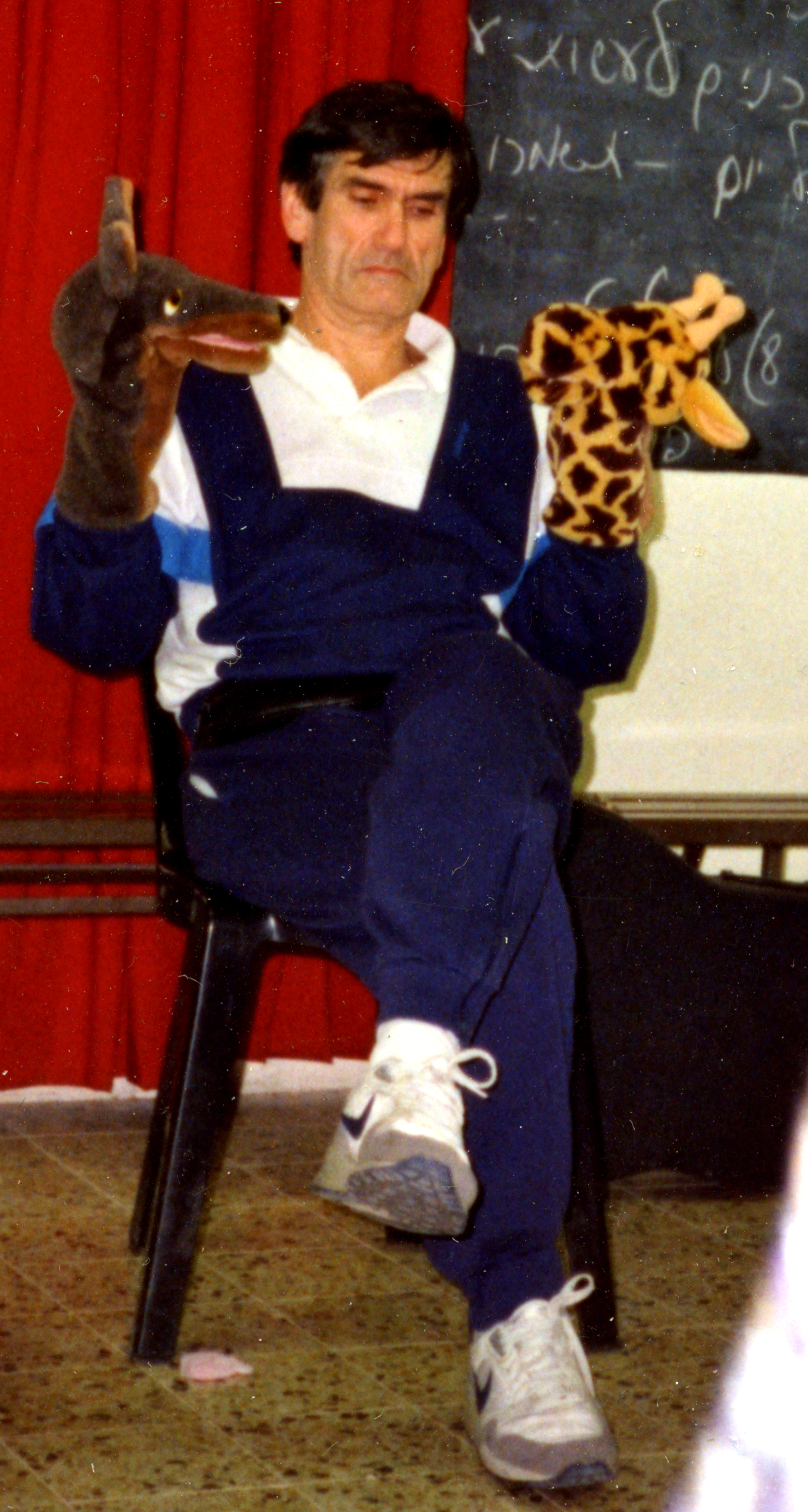
Маршалл Розенберг читає лекцію на семінарі з ненасильницької комунікації (1990)

1961 року Розенберг здобув ступінь доктора філософії з клінічної психології в Університеті Вісконсину в Медісоні, де навчався у Карла Роджерса. Його дисертація «Ситуаційна структура та самооцінка» передбачила деякі ключові аспекти його пізнішої роботи з ненасильницького спілкування, зосередившись на «зв'язку між структурою соціальних ситуацій та двома вимірами самооцінки: позитивною самооцінкою та впевненістю в самооцінці». 1966 року Американська екзаменаційна рада з професійної психології присвоїла йому статус дипломованого спеціаліста з клінічної психології.
Клінічну практику розпочав у Сент-Луїсі (штат Міссурі), створивши з партнерами Psychological Associates. Аналізуючи проблеми дітей у школі, виявив розлади навчання. 1968 року написав свою першу книгу «Діагностичне навчання», в якій виклав свої висновки. Також зустрівся з Елом Шапеллем (Al Chappelle), лідером групи Zulu 1200s, що виступала за визволення чорношкірих у Сент-Луїсі. Розенберг пішов навчати групу своєму підходу до вирішення конфліктів в обмін на те, що Шаппель виступить на десегрегаційних конвенціях, починаючи з Вашингтона. Тоді як Шаппель виступав проти расизму, Вікі Легіон (Vicki Legion) почала співпрацювати для протидії сексизму. «Я почав надавати свої послуги не окремим заможним клієнтам, а людям, які перебувають на межі ризику, таким як Ел та Вікі, а також іншим, хто бореться за права людей із різних груп».
Начальник шкіл Томас Шагін (Thomas Shaheen) у Рокфорді (штат Іллінойс) запросив Розенберга допомогти розв'язати конфлікти у створеній альтернативній школі. 1970 року Шагін став начальником шкіл у Сан-Франциско (Каліфорнія), і йому доручили провести расову інтеграцію шкіл міста. Він, як і раніше, звернувся до Розенберга з проханням про допомогу, і той організував групу, але Шагіна звільнили, перш ніж вона встигла розпочати роботу. Розенберг вирішив залишитися в Каліфорнії та за допомоги Вікі Легіон просував Громадську раду взаємної освіти (Community Council for Mutual Education).
Чотири роки працював у шкільній інтеграційній групі Норфолка (штат Вірджинія).:813 Його запрошували до багатьох штатів та країн, щоб він надав експертизу в галузі ненасильницького спілкування. 2004 року він відвідував близько 35 країн на рік у рамках своєї місії мандрівного миротворця. Зі свого дому в Альбукерке підтримував своїх послідовників у інших місцях, створивши Центр ненасильницького спілкування в Нью-Мексико.
Помер удома 7 лютого 2015 року.

## Нагороди
- 2014: нагорода «Герой та чемпіон прощення» (Hero and Champion of Forgiveness) від Всесвітнього альянсу прощення
- 2006: нагорода за ненасильство «Міст миру» від Фонду «Глобальне село»
- 2005: нагорода «Світло Бога, що виражається в суспільстві» (Light of God Expressing in Society) від Асоціації церков єдності
- 2004: міжнародна золота премія за праці в галузі релігійної науки (Religious Science International Golden Works Award)
- 2004: нагорода «Людина миру» від організації «Здоровий, щасливий і святий» (3HO).
- 2002: нагорода принцеси Анни Англійської та начальника поліції за внесок у відновне правосуддя[7]
- 2000: нагорода «Слухач року» Міжнародної асоціації слухачів